# دور المرأة في ثورة التحرير الجزائرية
دور النساء في الحرب الجزائرية أنجزت النساء عددًا من الوظائف المختلفة أثناء الحرب الجزائرية (1954–1962)، وهي حرب الاستقلال الجزائرية. وغالبية النساء المسلمات اللاتي أصبحن مشاركات بفاعلية قد قمن بذلك بجانب جبهة التحرير الوطني (FLN). وقام الفرنسيون بتعبئة بعض النساء، مسلمات وفرنسيات على حد سواء، في مجهودهن الحربي، غير أنهن لم يكن بنفس التكامل واتساع المهام مثل أخواتهن الجزائريات. ويُقدر العدد الإجمالي للنساء المشاركات في النزاع، حسب سجلات المحاربين القدامى لما بعد الحرب، بـ 11000 امرأة، ولكن من الممكن أن يكون هذا الرقم أعلى بكثير بسبب أن العدد المُبلَّغ عن مشاركته أقل من العدد الفعلي.
وهناك فرق بين نوعين مختلفين من النساء المشاركات في هذه الحرب: نساء الحضر ونساء الريف. فكانت نساء الحضر، اللاتي شكلن حوالي 20 في المائة من إجمالي القوة، قد حصلن على بعض مستويات التعليم، وعادة ما اخترن الدخول بجانب جبهة التحرير الوطني من تلقاء أنفسهن. وعلى الجانب الآخر، هناك عدد كبير من النساء الريفيات اللائي لا يُجدن القراءة والكتابة قد شكلن نسبة الثمانين في المائة المتبقية. وبسبب موقعهن الجغرافي فيما يتعلق بعمليات جبهة التحرير الوطني أصبحن يشاركن في الحرب بسبب قربهن منها جنبًا إلى جنب مع قوتهن.

## الأدوار

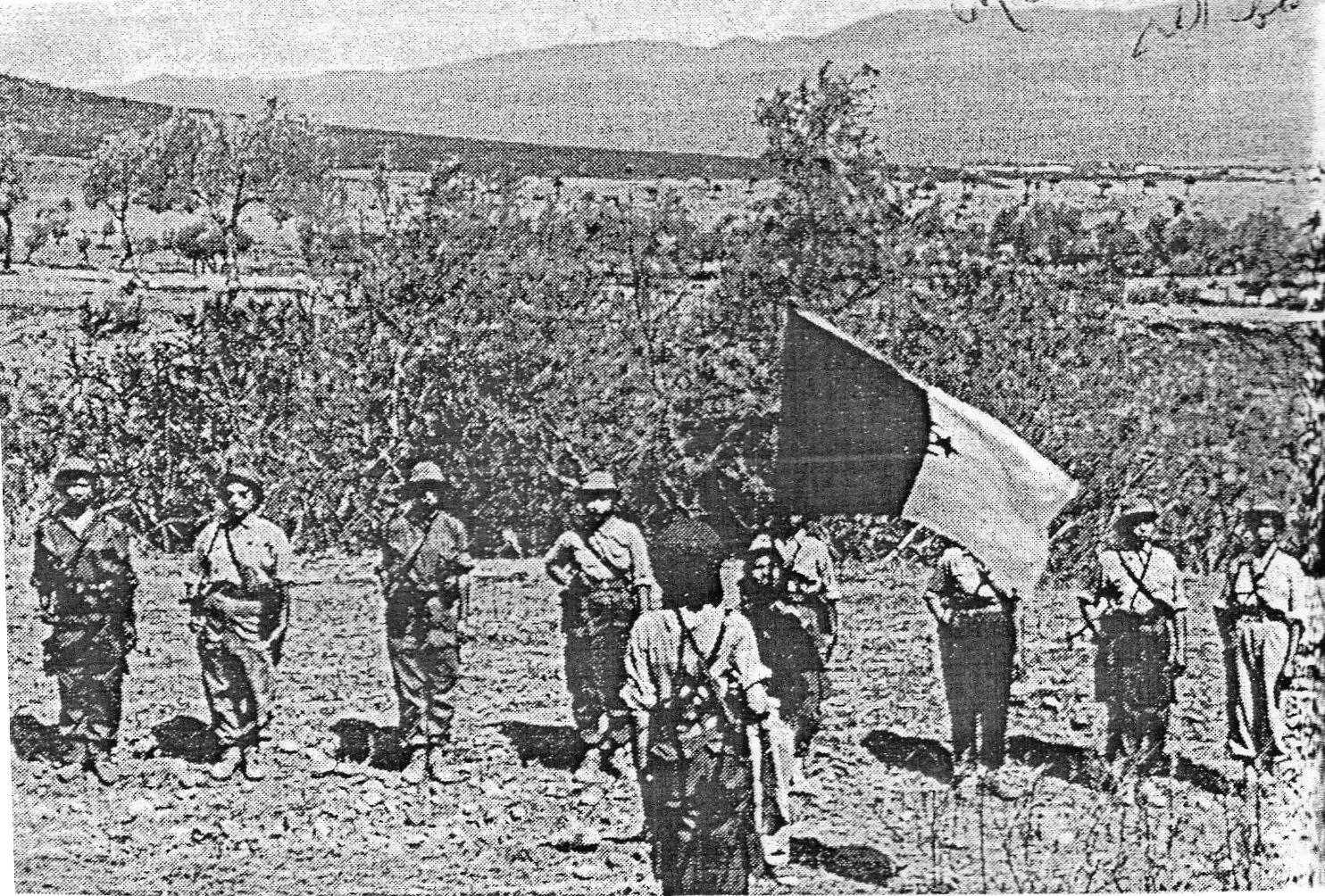
نساء خلال حرب الاستقلال الجزائرية مع العلم.

شاركت النساء في العديد من مناطق العمليات خلال الثورة. وتقول ميريديث تورشن
| دور المرأة في ثورة التحرير الجزائرية | لقد شارك النساء بفاعلية كمقاتلات وجواسيس وفي جمع التبرعات وكذلك كممرضات وغسل الملابس وطاهيات | دور المرأة في ثورة التحرير الجزائرية |

ويضف جيرارد دي غروت
| دور المرأة في ثورة التحرير الجزائرية | لقد ساعدت النساء القوات المقاتلة من الرجال في مجالات مثل النقل والاتصالات والإدارة. | دور المرأة في ثورة التحرير الجزائرية |

ويمكن أن تشتمل مجموعة المشاركة النسائية على أدوار قتالية وغير قتالية. في حين أن الغالبية العظمى من المهام التي اضطلعت بها النساء تركزت على مجال المهام غير القتالية، إلا أن هؤلاء اللاتي أحطن بالعدد المحدود المشارك في أعمال العنف أصبحن يُلاحظن على نحو أكثر تواترًا. والواقع هو أن «النساء الريفيات في شبكات دعم [المناطق الريفية] التي بها أحراش» شكلن الغالبية العظمى من النساء المشاركات. وهذا يجب ألَّا يقلل من أهمية هؤلاء النساء اللاتي شاركن بالفعل في أعمال عنف، ولكن فقط لتوضيح أنهن شكلن أقلية.

## النساء المقاتلات

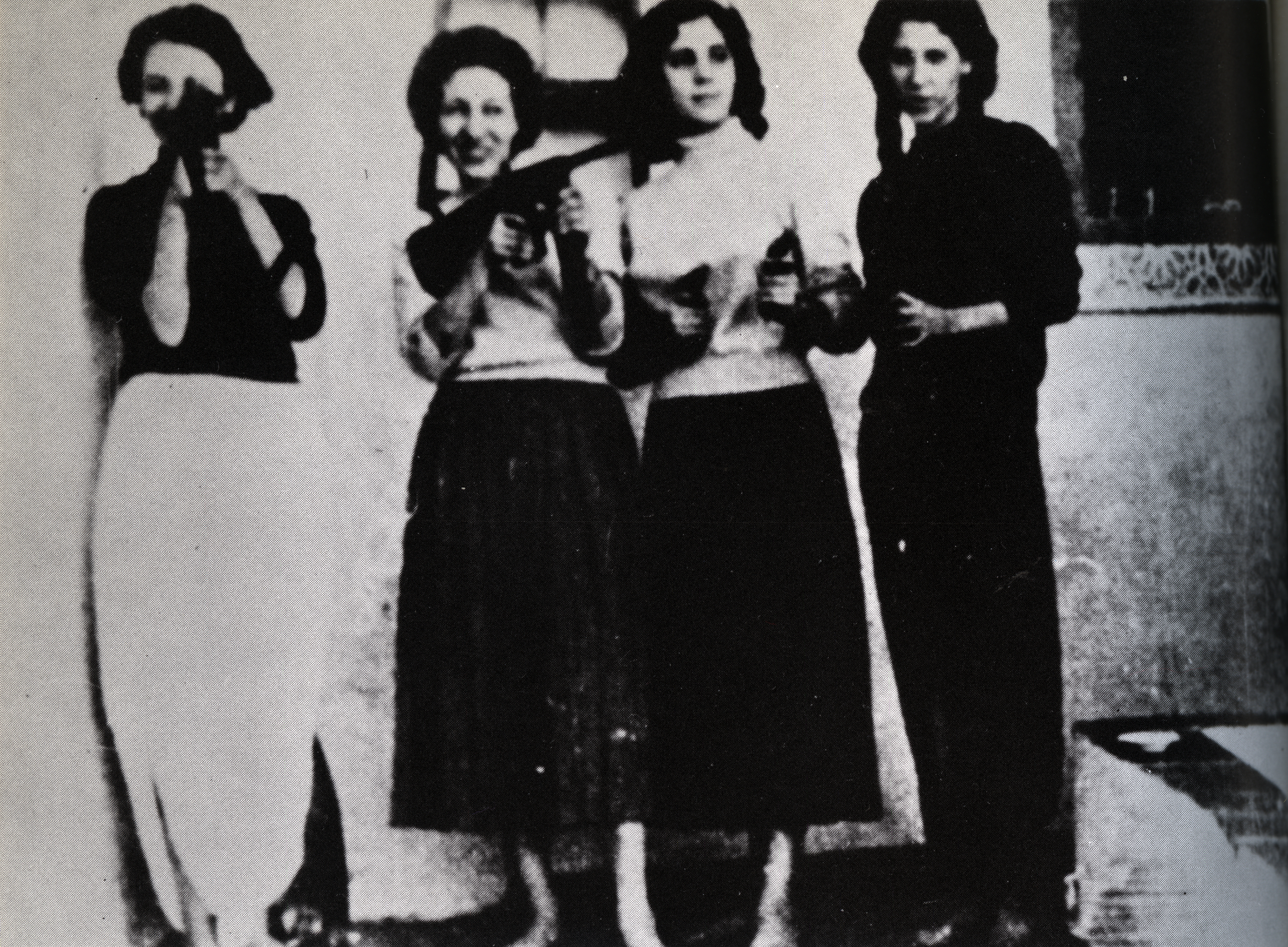
مناضلات جزائريات من اليسار إلى اليمين: سامية لخضاري، زهرة ظريف، جميلة بوحيرد، حسيبة بن بوعلي

على الرغم من الحقيقة المتمثلة في أن تدمير الأهداف المدنية والعسكرية من قِبل نساء عبر أنشطة شبه عسكرية تضمنت أقل من سبعين امرأة أو حوالي 2% من إجمالي الإناث المشاركات في الذراع العسكري لجبهة التحرير الوطني، فإن هذه الأعمال، لا سيما تلك التي حدثت أثناء معركة الجزائر العاصمة (1957)، هي التي حظيت بمعظم الاهتمام الذي مُنح للنساء في هذا الصراع.
وكان سبب هذا الاهتمام هو أن من بين النساء اللاتي ارتكبن أعمال عنف مباشر ضد الفرنسيين كانت جميلة بوحريد ومقاتلات في معركة الجزائر العاصمة. وعند القبض عليهن في نهاية المطاف، حظيت محاكمات هؤلاء النسوة، لا سيما بوحريد، بتعاطف من الجماهير الدولية.
وهناك سبب آخر هو أن الطبيعة العنيفة لهذه الأنشطة، لا سيما حينما تنفذ على يد نساء، كانت أكثر حساسية بكثير من تغذية وتمريض جنود جبهة التحرير الوطني.

## العمليات السرية
بالإضافة إلى مهام الدعم العام، تمتعت النساء بقدرات خاصة بهن سمحت لهن بالقيام بمهام سرية كانت تمثل صعوبة على الرجال. وعلى الرغم من أن النساء استخدمن هذه القدرات في كل من مناطق الحرب الحضرية والريفية، فقد انطوى البعد الحضري للحرب على التركيز الأكبر، عددًا وتواترًا، على الأنشطة السرية التي تقوم بها النساء. وأفضل مثال موثق على ذلك هو معركة الجزائر العاصمة. ففي هذه المعركة، ظل نشطاء جبهة التحرير الوطني من الذكور، الذين اختفوا في أماكن تحت الأرض هربًا من الفرنسيين، بعيدين عن المجال العام لتجنب الاعتقال والاستجواب، في حين أن النساء اللاتي ساعدن هؤلاء الرجال على البقاء مختبئين كن قادرات على التحرك هنا وهناك بحرية وتهريب الأسلحة وغيرها من المواد الحساسة كنتيجة لقدرتهن على التلاعب بمظهرهن الشخصي. وكانت الطريقة التي انتهجتها النساء للقيام بذلك مزدوجة؛ الطريقة الأولى كانت تتمثل في سلوك ديني وهو ارتداء الحجاب، الذي اعتبره النساء فوق مستوى الشبهات أو تقمص المظهر الأوروبي لإظهار تمسكهن بالقيم الفرنسية ونمط الحياة الفرنسي. وتم اتهام نساء مثل جميلة بوحريد أيضًا بتنفيذ هجمات إرهابية بأمر من قادة جبهة التحرير الوطني وقمن بذلك باستخدام التغييرات في اللباس.

## جبهة التحرير الوطني والنساء
على الصعيد الخارجي، انتهجت جبهة التحرير الوطني سياسات أبرزت مشاركة النساء في الحرب الجزائرية. فقد سعى منشور المجاهد، وهو أحد منشورات جبهة التحرير الوطني، إلى خلق «أسطورة» للمحاربة وتمجيدها باعتبارها شهيدة ومحور الحرب. وألقت المقالات التي تم نشرها، بما في ذلك المساهمات النسائية في سلسلة «يوميات الفدائي» الضوء على الدور البطولي للمرأة وشجاعتها ومساهماتها في المجهود الحربي. كما روجت كتابات فرانز فانون لدعاية جبهة التحرير الوطني لأنه دافع عن فكرة أنه بمجرد مشاركتهن في الحرب، كانت النساء يساهمن في تحقيق التحرير. وكانت جبهة التحرير الوطني قادرة على صياغة دافع للمرأة استنادًا إلى فكرة «الحرية» المرتبطة بالنزعة القومية القوية في مقابل هدف التقدم الاجتماعي، متفاديًا بذلك الحاجة إلى الانخراط في مناقشة قضايا المرأة، لأنهم ساووا بين هذه القضايا وبين التحرر من الحكم الاستعماري. وبشكل علني، أقرت جبهة التحرير الوطني بمساهمات المرأة، ولكنها تجنبت إعطاء وعود بمنح مكافآت محددة نتيجة لهذه المساهمات.
وداخليًا، تُوصف مواقف جبهة التحرير الوطني تجاه المرأة في بيان صادر عن قائد الجبهة سي علال:
«لا يُسمح بتجنيد [مجندات] وممرضات دون الحصول على إذن المنطقة. وفي الجزائر المستقلة، تتوقف حرية المرأة المسلمة على باب منزلها. ولن تتساوى المرأة أبدًا مع الرجل»
كانت هناك عقبات حالت دون مشاركة المرأة، بما في ذلك رغبة بعض الرجال في عدم تعريض النساء لأي خطر إضافي خارج المخاطر الكبيرة لمجرد العيش في الجزائر في هذا الوقت؛ والتغيير الجذري، الذي لم يقتنع الكثير من أعضاء جبهة التحرير الوطني بإمكانية حدوثه، والمتمثل في الحاجة إلى انتقال النساء من الحياة المنزلية المنعزلة إلى المشاركة النشطة؛ وانعدام الثقة عمومًا في النساء، لا سيما في قدرتهن على الحفاظ على أسرار جبهة التحرير الوطني إذا ألقي القبض عليهن. وعند الدخول في مقاومة، كانت هناك متطلبات إضافية أيضًا، منها إجراء تحقيق عن ارتكاب الزنا والذي تصل عقوبته إلى الإعدام، واختبار العذرية إن أمكن. إن مشاركة المرأة، لا سيما هؤلاء اللاتي كن على دراية بالقراءة والكتابة وكانت لهن ميول استباقية، جعلت في بعض الأحيان نظراءهن من الرجال الأميين في أغلب الأحيان يشعرون بعدم الراحة. ونتيجة لهذه العوامل وغيرها من العوامل الأخرى، سنت جبهة التحرير الوطني قانونًا لترحيل هذه العناصر النسائية التقدمية إلى البلدان المجاورة، والتي انتقلت نسبة كبيرة منهن من الجزائر بحلول عام 1958.

## فرنسا والنساء
بحلول عام 1957، ومن خلال التعذيب الكبير للنساء اللاتي تم أسرهن، تعرف الفرنسيون على الأدوار المختلفة التي لعبتها النساء الأعضاء بجبهة التحرير الوطني. وفي هذه الفترة تقريبًا، شن الفرنسيون حملة «تحرير» موجهة للنساء المسلمات، والتي كانت تهدف إلى جذبهن بعيدًا عن جبهة التحرير الوطني. وتضمنت هذه الحملة «خطة قسطنطين» التي هدفت لزيادة المستوى التعليمي للنساء، ويمنح المرسوم 59-274 النساء مزيدًا من حرية التعبير في رأيهن بشأن حالتهن الزوجية وكشف النقاب للنساء الجزائريات في الأماكن العامة، ومنح المرأة حق التصويت عام 1957، والتعيين الرمزي للنساء المسلمات في المناصب العامة، بالإضافة إلى أمور أخرى. ولسوء حظ الفرنسيين، فإن هذه الحملة، على الرغم من تحقيقها بعض النجاحات، كانت غير فعالة إلى حد كبير.

## الأفلام
- معركة الجزائر (The Battle of Algiers) بواسطة جيلو بونتيكورفو (1966)